# Nullarbor Plain

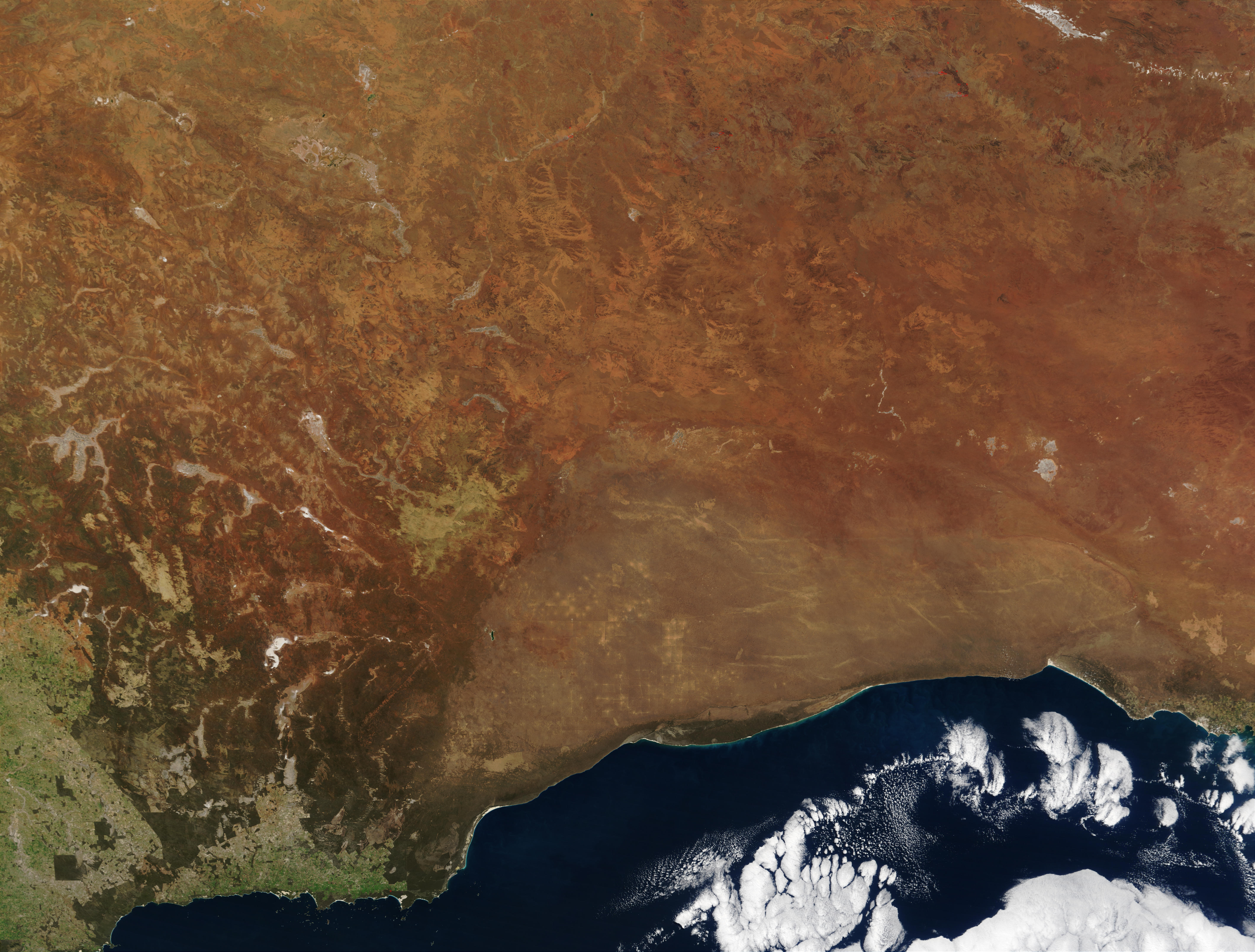
NASA - Visible Earth, Nullarbor. Den egentliga Nullarbor-slätten är det ljusbruna halvcirkelformade området vid kusten. Bilden är tagen av Terra-satelliten 19 augusti 2002.

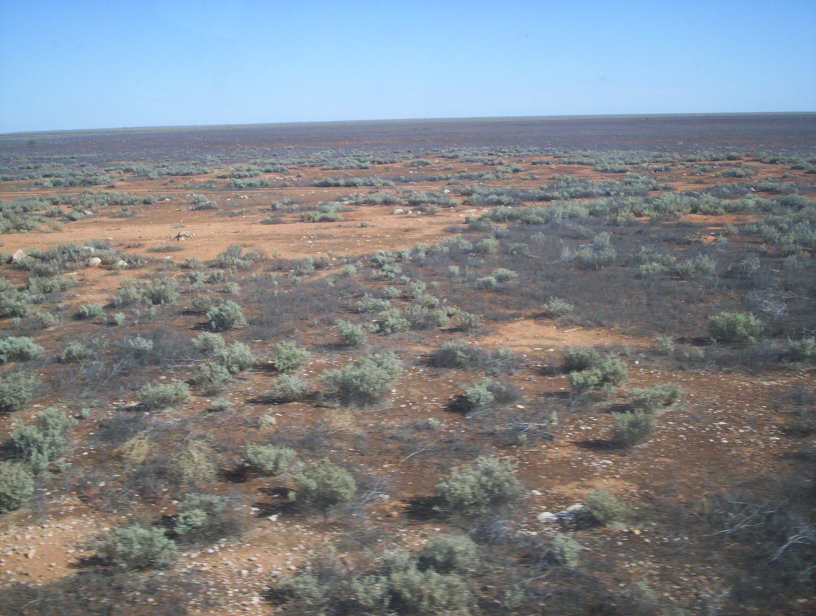
Nullabor-slätten sedd från Indian-Pacific-järnvägen.

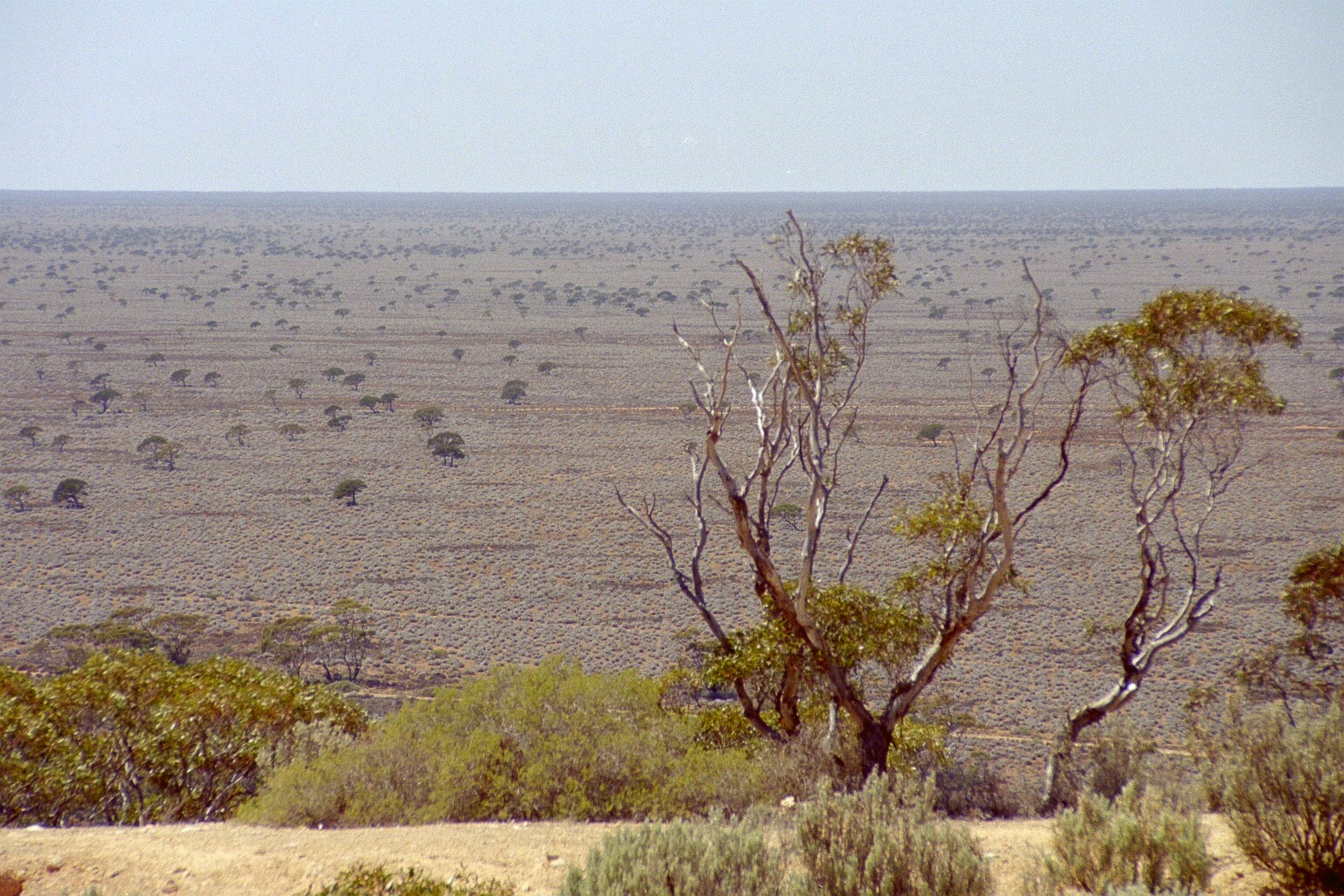
Nullabor-slätten är inte helt trädlös.

Nullarbor Plain (på svenska även Nullarborslätten) är en platt, vidsträckt, torr och nästan trädlös karstslätt i Australien. Den ligger i den sydligaste delen av Sydaustralien och den sydöstra delen av Västaustralien, mellan Australienbuktens kust i söder och Stora Victoriaöknen i norr. Ordet Nullarbor härleds från de latinska orden nullus («intet») och arbor («träd») och uttalas ˈnʌlɚbɔr. Slätten är världens största sammanhängande stycke kalksten. Den har en yta på ungefär 200 000 km², och är 1 100 km bred från öst till väst.
En stor del av Nullarbor-slätten blev skyddad vid upprättandet av Nullarbor nationalpark 1979 och Nullarbor Regional Reserve 1989.

## Klimat och vegetation
Merparten av området har ett torrt klimat, medan en remsa längs kusten har halvtorrt stäppklimat. Floran är sparsam, och vegetationen består övervägande av små buskar. Slätten saknar nästan helt träd, därav namnet. På Nullarbor-slätten ligger också Australiens torraste plats, vid Farina i Sydaustralien, där det faller endast 142 mm regn i genomsnitt per år. Som jämförelse har staden Alice Springs i Nordterritoriet en genomsnittlig årsnederbörd på 281 mm.